# Castillo de Utrera
Castillo de Utrera är ett slott i Spanien.   Det ligger i provinsen Provincia de Sevilla och regionen Andalusien, i den södra delen av landet, 400 km söder om huvudstaden Madrid. Castillo de Utrera ligger 48 meter över havet.
Terrängen runt Castillo de Utrera är platt. Runt Castillo de Utrera är det ganska tätbefolkat, med 62 invånare per kvadratkilometer. Närmaste större samhälle är Utrera, 0,53 km nordost om Castillo de Utrera. Trakten runt Castillo de Utrera består till största delen av jordbruksmark.